# Spanțov
Spanțov là một xã thuộc hạt Călărași, România. Dân số thời điểm năm 2002 là 4679 người.